# باربورفيل
باربورفيل (بالإنجليزية: Barbourville, Kentucky)‏ هي مدينة تقع في مقاطعة نوكس، كنتاكي بولاية كنتاكي في وسط جنوب شرق الولايات المتحدة. تبلغ مساحة هذه المدينة 9 (كم²)، وترتفع عن سطح البحر 299 م، بلغ عدد سكانها 3589 نسمة في عام 2000 حسب إحصاء مكتب تعداد الولايات المتحدة وتصل الكثافة السكانية فيها 396.7 نسمة/كم2.

## التركيبة السكانية
حدّد مكتب تعداد الولايات المتحدة بيانات التركيبة السكانية لباربورفيل في تعداد الولايات المتحدة. في ما يلي، التركيبة السكانية حسب تعدادي 2000 و2010.

### تعداد عام 2000
بلغ عدد سكان باربورفيل 3,589 نسمة بحسب تعداد عام 2000، وبلغ عدد الأسر 1,454 أسرة وعدد العائلات 859 عائلة مقيمة في المدينة. في حين سجلت الكثافة السكانية 509.8 نسمة لكل كيلومتر مربع (1,320.4/ميل2). وبلغ عدد الوحدات السكنية 1,646 وحدة بمتوسط كثافة قدره 233.8 لكل كيلومتر مربع (605.5/ميل2).
وتوزع التركيب العرقي للمدينة بنسبة 94.40% من البيض و3.23% من الأمريكيين الأفارقة و0.56% من الأمريكيين الأصليين و0.25% من الأمريكيين ذوي الأصول الآسيوية و0.17% من الأعراق الأخرى و1.39% من عرقين مختلطين أو أكثر و0.59% من الهسبانيون أو اللاتينيون من أي عرق.
بلغ عدد الأسر 1,454 أسرة كانت نسبة 32% منها لديها أطفال تحت سن الثامنة عشر تعيش معهم، وبلغت نسبة الأزواج القاطنين مع بعضهم البعض 36.9% من أصل المجموع الكلي للأسر، ونسبة 19.6% من الأسر كان لديها معيلات من الإناث دون وجود شريك،  بينما كانت نسبة 2.6% من الأسر لديها معيلون من الذكور دون وجود شريكة وكانت نسبة 40.9% من غير العائلات. تألفت نسبة 37.8% من أصل جميع الأسر من عدة أفراد يعيشون في نفس المنزل ونسبة 15.4% كانت تتألف من شخص يعيش بمفرده يبلغ من العمر 65 عاماً أو أكثر. وبلغ متوسط حجم الأسرة المعيشية 2.18، أما متوسط حجم العائلات فبلغ 2.88.
بلغ العمر الوسطي للسكان 34.1 عاماً. وكانت نسبة 22% من القاطنين تحت سن الثامنة عشر، وكانت نسبة 9.6% بين الثامنة عشر والرابعة والعشرين عاماً، ونسبة 23.3% كانت واقعةً في الفئة العمرية ما بين الخامسة والعشرين والرابعة والأربعين عاماً، ونسبة 19.9% كانت ما بين الخامسة والأربعين والرابعة والستين، ونسبة 13.4% كانت ضمن فئة الخامسة والستين عاماً فما فوق. يوجد لكل 100 أنثى 78.3 ذكر، ويوجد لكل 100 أنثى في الثامنة عشر من عمرها فما فوق 72.8 ذكر.
بلغ متوسط دخل الأسرة في المدينة 13,297 دولارًا، أما متوسط دخل العائلة فبلغ 20,762 دولارًا. وكان متوسط دخل الذكور 31,775 دولارًا مقابل 18,102 دولارًا للإناث. وسجل دخل الفرد الخاص بالمدينة 11,485 دولارًا. وكانت نسبة 32.6% من العائلات ونسبة 38% من السكان تحت خط الفقر، وكان من هؤلاء نسبة 43.4% تحت سن الثامنة عشر ونسبة 30.5% في الخامسة والستين من العمر وما فوق.

### تعداد عام 2010
بلغ عدد سكان باربورفيل 3,165 نسمة بحسب تعداد عام 2010، وبلغ عدد الأسر 1,211 أسرة وعدد العائلات 662 عائلة مقيمة في المدينة. في حين سجلت الكثافة السكانية 449.6 نسمة لكل كيلومتر مربع (1,164.5/ميل2). وبلغ عدد الوحدات السكنية 1,369 وحدة بمتوسط كثافة قدره 194.5 لكل كيلومتر مربع (503.8/ميل2).
وتوزع التركيب العرقي للمدينة بنسبة 92.35% من البيض و5.09% من الأمريكيين الأفارقة و0.41% من الأمريكيين الأصليين و0.16% من الأمريكيين ذوي الأصول الآسيوية و0.06% من سكان جزر المحيط الهادئ و0.44% من الأعراق الأخرى و1.48% من عرقين مختلطين أو أكثر و1.20% من الهسبانيون أو اللاتينيون من أي عرق.
بلغ عدد الأسر 1,211 أسرة كانت نسبة 28.3% منها لديها أطفال تحت سن الثامنة عشر تعيش معهم، وبلغت نسبة الأزواج القاطنين مع بعضهم البعض 34.8% من أصل المجموع الكلي للأسر، ونسبة 15.9% من الأسر كان لديها معيلات من الإناث دون وجود شريك،  بينما كانت نسبة 4% من الأسر لديها معيلون من الذكور دون وجود شريكة وكانت نسبة 45.3% من غير العائلات. تألفت نسبة 40% من أصل جميع الأسر من عدة أفراد يعيشون في نفس المنزل ونسبة 14.9% كانت تتألف من شخص يعيش بمفرده يبلغ من العمر 65 عاماً أو أكثر. وبلغ متوسط حجم الأسرة المعيشية 2.21، أما متوسط حجم العائلات فبلغ 3.01.
بلغ العمر الوسطي للسكان 34.4 عاماً. وكانت نسبة 20.9% من القاطنين تحت سن الثامنة عشر، وكانت نسبة 19.4% بين الثامنة عشر والرابعة والعشرين عاماً، ونسبة 22.5% كانت واقعةً في الفئة العمرية ما بين الخامسة والعشرين والرابعة والأربعين عاماً، ونسبة 22.2% كانت ما بين الخامسة والأربعين والرابعة والستين، ونسبة 15% كانت ضمن فئة الخامسة والستين عاماً فما فوق. وتوزع التركيب الجنسي للسكان بنسبة 48% ذكور و52% إناث.

## أعلام
- جيمس د. بلاك
- غرين آدامز
- جورج ماديسون آدامز
- جيمس إس. غولدن
- هاري سيمس

## وصلات خارجية
- www.cityofbarbourville.com
- The US50 - Cities and Towns in Kentucky State